# Marlborough Sounds

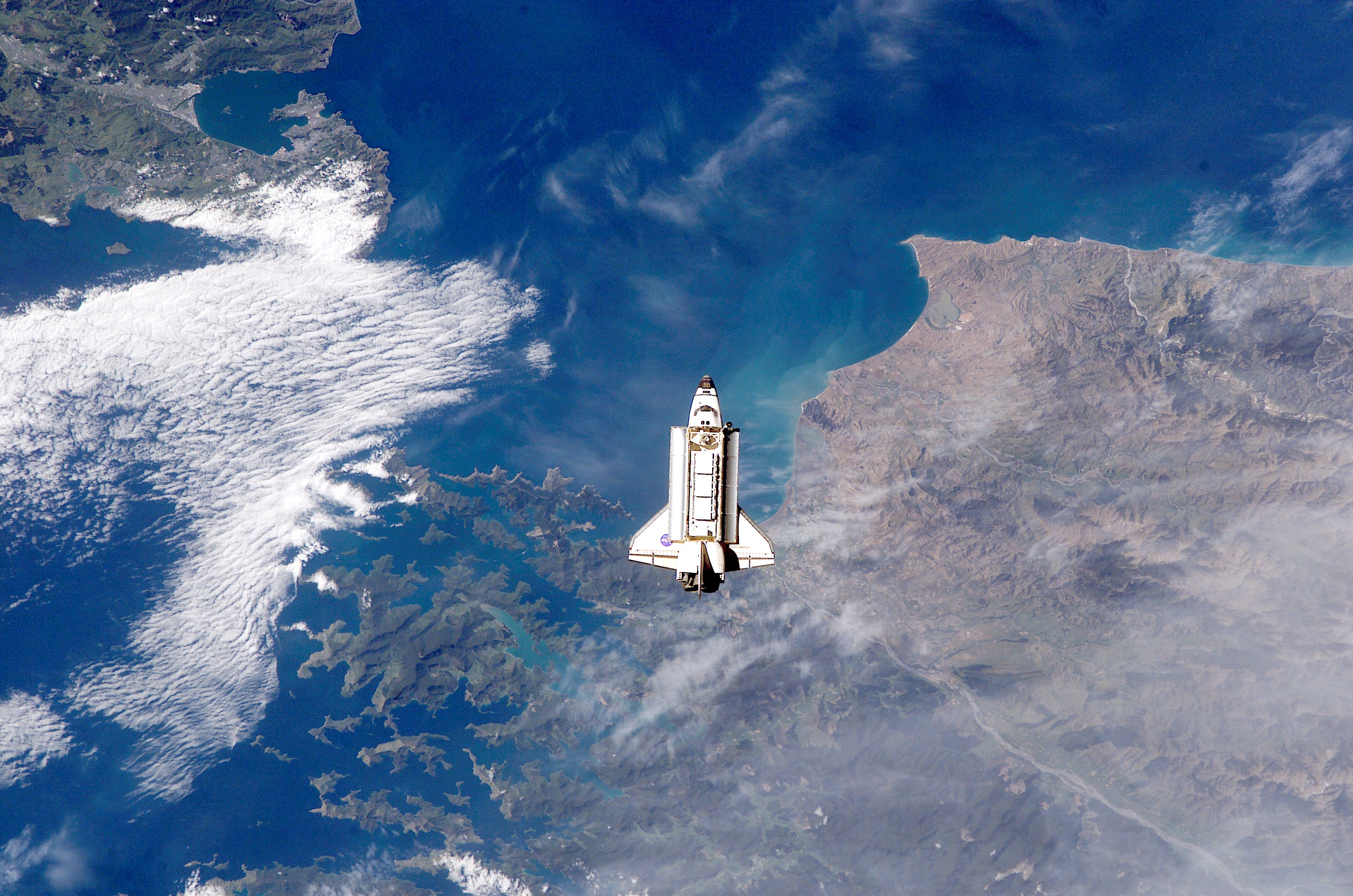
A Marlborough Sounds űrfelvételen, a Space Shuttle-től balra

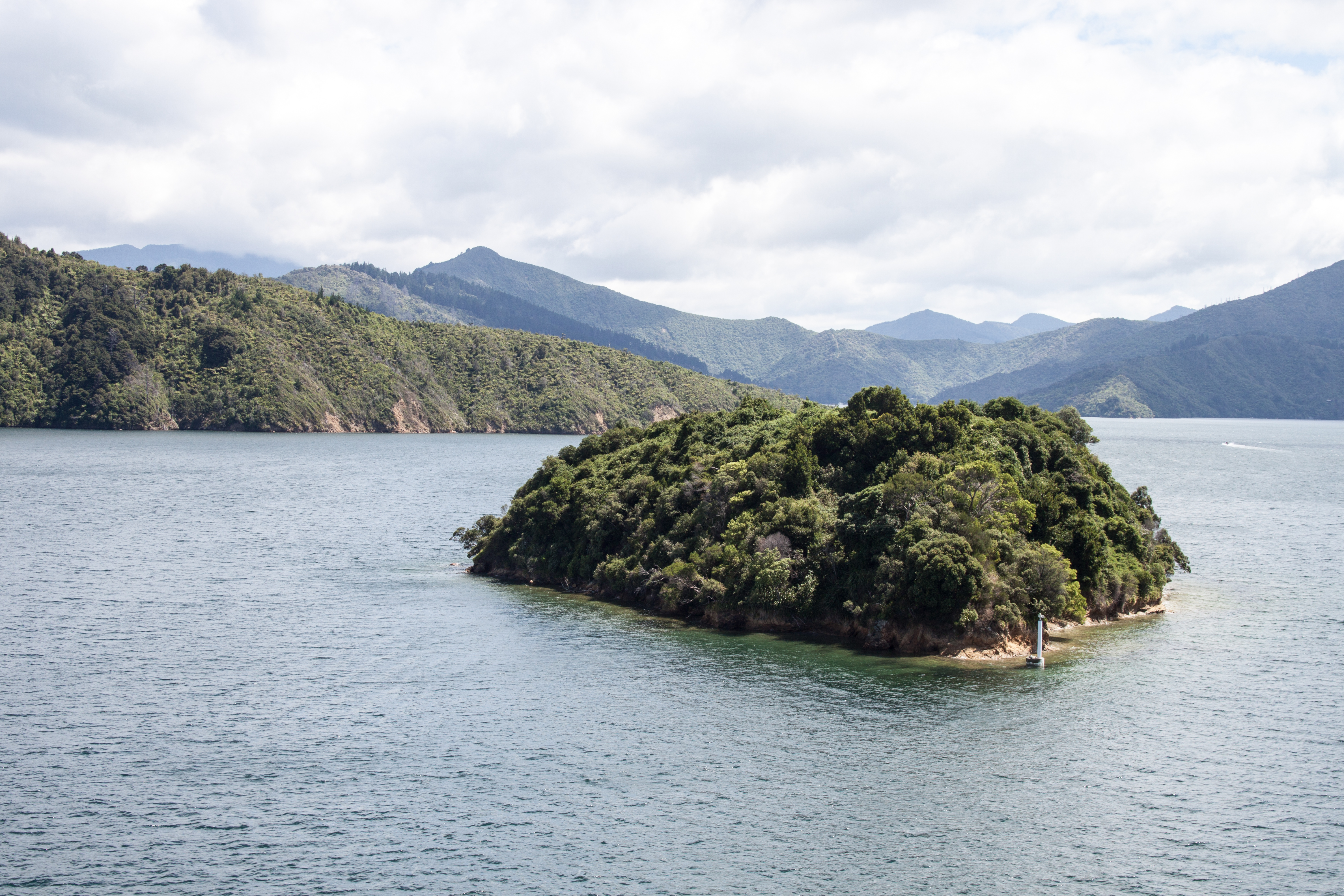
Tipikus látkép; a Mabel-sziget Picton közelében

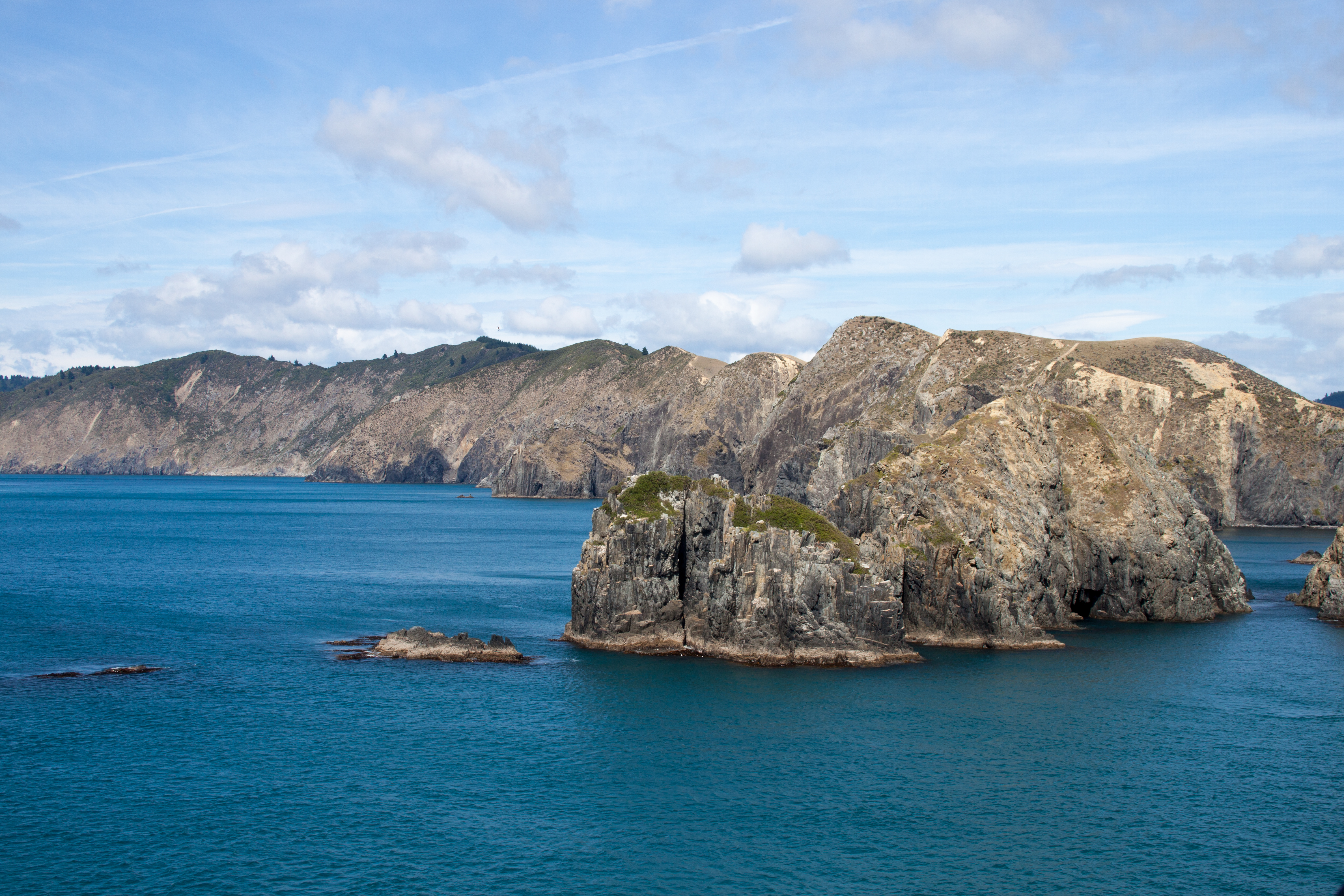
Sziklák a hajózó útvonal közelében

A Marlborough Sounds kiterjedt öbölrendszere Új-Zéland Déli-szigetének északkeleti sarkában, közigazgatásilag Marlborough régió (és egyben kerület) területén található.

## Kialakulása
Első pillantásra fjordrendszerre hasonlít, de létrejöttét nem gleccserek okozták, hanem a térszín geológiai süllyedése és a tenger szintjének emelkedése az utolsó jégkorszak után. Így a tenger behatolt a dombvidék folyóvölgyeibe, elöntötte azokat.

## Földrajza
A félszigetekből, szigetekből és szűk szorosokból álló, nagyjából 4000 km²-es területet a nyugatról a Tasman-tenger tágasabb öble, a Tasman-öböl, keletről pedig a Cloudy-öböl határolja, öblei a Cook-szoros szélesebb vizére nyílnak A tengerpart a térségen belül szinte fraktál-jellegű, minél részletesebben mérik fel, annál hosszabb a partvonal. 
A meredek, erdős dombok által határolt öblök mentén a térszín ma is tartó süllyedése miatt nem alakulhatott ki homokos tengerpart. Az öblök a szárazföld felől nehezen közelíthetők meg, sok kis település vagy magányos gazdaság, üdülő csak a vízről érhető el. A térség fő kikötője Picton a Queen Charlotte Sound vége közelében. Itt van a Déli-sziget fő országútjának és vasútvonalának északi végpontja, az Északi-szigetre induló vasúti és közúti kompok kikötője. A legnagyobb turisztikai kikötő Pictonnal északkeletről szomszédos Waikawa, 1200 fő körüli lakossággal és több mint 600 kikötőhellyel a jachtok számára.
Az öbölrendszer további fontos elemei a Pelorus Sound és a Kenepuru Sound. A Tory Channel a Queen Charlotte Sound egyik fontos leágazása, az utóbbival együtt választja el a szárazföldtől az Arapaoa-szigetet. A térség egy másik fontos szigete a D'Urville-sziget.

### Állatvilága
A Marlborough Sounds vidékén él az endemikus új-zélandi királykormorán teljes populációja. A terület külső szélén, a Cook-szoroshoz közel, egy összesen 40 km kiterjedésű területen négy kis természetvédelmi zónát (Marlborough Sounds Important Bird Areas) is létrehoztak a számukra otthont adó kisebb sziklás szigeteken, szirteken (Duffers Reef, Sentinel Rock, Trio Islands, White Rocks).

## Története
A maorik mitológiájukban a területet legendás, elsüllyedt kenuk orr-részeivel azonosították. Az őslakosok, akik elsősorban a tengerpartokon éltek és az ottani élelmiszer-forrásokat hasznosították, ezen a vidéken is gyakran gyűjtögettek, kisebb településeket is létrehoztak. Egyes földszorosokon emberi erővel szállították át kenuikat a nagy vízi kerülőút kiváltása érdekében. Az itteni maori lakosság azonban jóval ritkább lehetett, mint az Északi-szigeten.
Ennek az új-zélandi területnek az „európai története” is James Cook kapitánnyal kezdődik, aki az 1770-es években felfedezett itt egy később róla elnevezett gyógynövényt, (Cook skorbut-füve), ami magas C-vitamin tartalma miatt alkalmas volt a skorbut gyógyítására a legénység közében. Cook itt, a Motuara-szigeten deklarálta a brit fennhatóságot a Déli-sziget felett.
Az öblök egy részét később bálnavadászok vették igénybe, majd a 19. század végén, a 20. század elején megérkeztek az első európai telepesek is a vidékre.
Az öblök, szorosok csendes vizei már a maoriknak is jó menedéket nyújtottak a Cook-szoros viharai elől, és a későbbiekben is hasznosnak bizonyultak a hajózás számára. A sziklás partvidék azonban veszélyeket is rejteget; a Cook-szoros áramlatai miatt a szűk öblök bejáratánál örvények is nehezítik a hajózást. A tenger alatt sok roncs található; az egyik legnevezetesebb az 1986-ban – a helyi révkalauz hibájából – sziklára futott és elsüllyedt Mihail Lermontov szovjet kirándulóhajó maradványa a Queen Charlotte Sound kijáratánál, ami ma a szabadidős búvárok népszerű merülési célja. (A baleset során az utasokat kimentették, a személyzet egy tagja vesztette életét.)

## Gazdasága
A terület gazdaságának legfőbb oszlopa a közlekedés, az ország két nagy szigete közötti kompforgalomban fontos szerepet játszó Picton kikötője. Jelentős még a tengeri akvakultúrákban folytatott lazac- és kagylótenyésztés, valamint, csakúgy, mint Új-Zélandon szinte mindenütt, a turizmus gazdasági szerepe.
Koordináták: d. sz. 41° 08′ 30″, k. h. 174° 05′ 22″41.141667°S 174.089444°E

## Fordítás
- Ez a szócikk részben vagy egészben a Marlborough Sounds című angol Wikipédia-szócikk ezen változatának fordításán alapul.  Az eredeti cikk szerkesztőit annak laptörténete sorolja fel. Ez a jelzés csupán a megfogalmazás eredetét és a szerzői jogokat jelzi, nem szolgál a cikkben szereplő információk forrásmegjelöléseként.